# Thurston (Nowy Jork)
Thurston – miasto w Stanach Zjednoczonych, w stanie Nowy Jork, w hrabstwie Steuben.